# Památník obětí nacismu a pochodu smrti (Jáchymov)
Památník obětí nacismu a pochodu smrti v Jáchymově připomíná oběti z období nacistické okupace a také mrtvé z nacistického pochodu smrti, který v blízkosti Jáchymova procházel v roce 1945.

## Lokace a popis
Památník byl postaven u jáchymovského hřbitova na místě, kde původně stával Hornický špitál v sousedství kostela Všech svatých. Má podobu zrcadlově zdvojeného latinského kříže s pietním nápisem na příčném břevnu.